# (14410) 1991 RR1
1991 أر أر 1 (ويعرف أيضًا باسم (14410) 1991 أر أر 1 وفق تسمية الكوكب الصغير) (بالإنجليزية: 1991 RR1)‏ هو كويكب ضمن حزام الكويكبات؛ وترتيبه 14410 من حيث الاكتشاف.
اكتُشف هذا الجُرم الفلكي بواسطة هيروشي كانيدا في 7 سبتمبر 1991.

## وصلات خارجية
- (14410) 1991 RR1 في قاعدة بيانات مختبر الدفع النفاث لأجرام النظام الشمسي الصغيرة

- الاكتشاف · مخطط المدار ·  العناصر المدارية · المعلمات المادية

- (14410) 1991 RR1 على موقع ويكي سكاي: DSS2, SDSS, GALEX, IRAS, Hydrogen α, X-Ray, Astrophoto, Sky Map, Articles and images